# Vaulandry
Vaulandry ([volɑ̃ˈdʁi] ) ist eine Ortschaft und ehemalige Gemeinde mit 310 Einwohnern (Stand: 1. Januar 2022) im französischen Département Maine-et-Loire in der Region Pays de la Loire. Sie gehörte zum Arrondissement Saumur. Die Bewohner werden Vallilandriais und Vallilandriaises genannt.
Der Erlass des Präfekten vom 19. November 2012 legte mit Wirkung zum 1. Januar 2013 die Eingliederung von Vaulandry als Commune déléguée zusammen mit der früheren Gemeinde Clefs zur Commune nouvelle Clefs-Val d’Anjou fest.
Der Erlass des Präfekten vom 10. Juli 2015 legte mit Wirkung zum 1. Januar 2016 eine Neugründung der Commune nouvelle Baugé-en-Anjou fest, im Zuge dessen Vaulandry und Clefs als Communes déléguées gemeinsam mit 13 weiteren Orten und Gemeinden zusammengelegt wurde. Die bisherige Commune nouvelle Clefs-Val d’Anjou wurde hiermit aufgelöst.

## Geografie

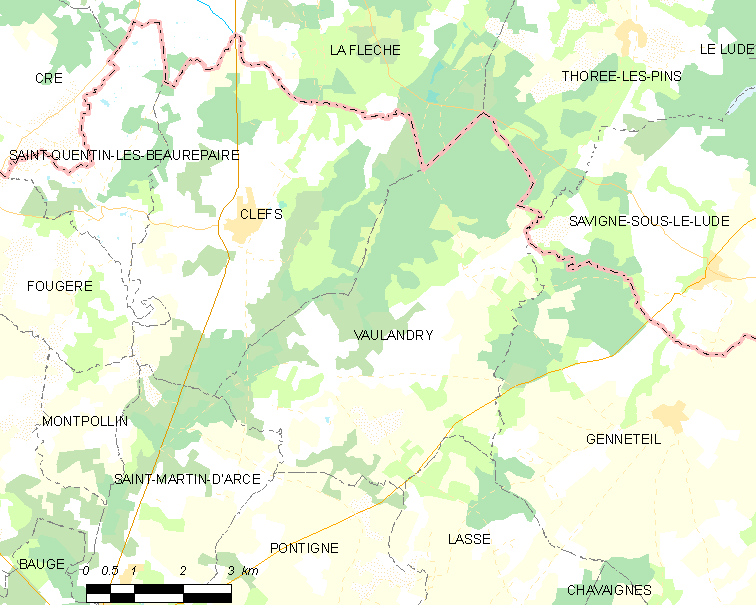
Karte von Vaulandry

Vaulandry liegt etwa 41 Kilometer ostnordöstlich von Angers, etwa 49 Kilometer südsüdwestlich von Le Mans und etwa 38 Kilometer nordnordöstlich von Saumur in der Région naturelle des Baugeois an der Grenze zum Département Sarthe. Der Ort selbst ist sehr klein, zahlreiche Weiler und Einzelhöfe (Le Tertre, Les Maisons Neuves, Les Gracières, La Petite Valette, Turbilly, Les Champlonnières, La Fleurisière) liegen verteilt über die weitläufige, 27,65 km² umfassende Gemarkung verteilt. Das Ortsgebiet liegt am Rand des Pariser Beckens. Die Geologie des Ortsareals besteht größtenteils aus Muschelsandstein und Kalkstein. Es wird vom Flüsschen Cartes entwässert, das im Ortsareal entspringt und es von Südwest nach Nordost durchquert. Die Landschaft ist hügelig mit Höhen bis 87 m. Das Zentrum in Form eines Straßendorfs befindet sich auf etwa 68 m Höhe. Im Norden erstreckt sich das ausgedehnte Waldgebiet Forêt du Pugle.
Umgeben wird Vaulandry von den vier Nachbargemeinden und drei Communes déléguées von Baugé-en-Anjou:
| La Flèche (Sarthe)                     | Thorée-les-Pins (Sarthe)                    | Savigné-sous-le-Lude (Sarthe) |
| Clefs (Commune déléguée)               | Kompassrose, die auf Nachbargemeinden zeigt | Noyant-Villages               |
| Saint-Martin-d’Arcé (Commune déléguée) | Pontigné (Commune déléguée)                 |                               |

## Toponymie und Geschichte
Frühere Formen des Ortsnamens waren:
Vallis Landardi (1073–1103), Parrochia de Vallibus, Vallis Landrici (12. Jahrhundert), Ecclesia Sancti Petri de Valle Landrici (1159), Valis Landri (1326), Vaux Landry (15. Jahrhundert), Vaulandry (1685), Vaulendry (1783), Vollandry (1793), Vaulandry (1801), Volandry (1877), Vaulandry (1956).
In der Nähe der Kirche von Vaulandry wurde eine polierte Axt mit einer tiefen Einkerbung eines Eiseninstruments und zwei Ringe, die als Zahlungsmittel galten, gefunden. am Ortseingang wurden Mauern einer gallorömischen Villa entdeckt. 500 Meter östlich des Dorfs gab es einen elliptischen Erdhügel von zwei Metern Höhe und 20 Meter Durchmesser, der gegen 1859 geschleift wurde. Der Bau der Kirche erfolgte zumindest im 11. Jahrhundert. Nach dem 12. Jahrhundert gehörte sie der Abtei Saint-Serge in Angers, was 1159 durch eine Bulle bestätigt wurde.
Henri Bernard de la Frégeolière, einer der Anführer der Chouannerie, des bewaffneten Widerstands königstreuer Katholiken gegen die Erste Französische Republik, versteckte sich 1798–1799 in einem Haus in Vaulandry und organisierte mit dem Tierarzt, genannt „Cœur-de-Roi“ (deutsch Herzkönig), mehrere Aktionen.
Vaux de Landry (altfrz. Tal der Herren Landry) ist der Ursprung des Ortsnamens. Dieses Geschlecht trat Ende des 10. Jahrhunderts als Ortsherren auf. Der Ort erlebte ab dem Ende des 15. Jahrhunderts einen Aufschwung durch die Aktivitäten der Familie Menon, Herren von Turbilly. Henri de Menon war im 18. Jahrhundert Gründer der ersten Landwirtschaftsgesellschaft Frankreichs.

## Bevölkerungsentwicklung
| Vaulandry: Einwohnerzahlen von 1793 bis 2020                                                                               | Vaulandry: Einwohnerzahlen von 1793 bis 2020 | Vaulandry: Einwohnerzahlen von 1793 bis 2020 | Vaulandry: Einwohnerzahlen von 1793 bis 2020 | Vaulandry: Einwohnerzahlen von 1793 bis 2020 |
| --- | -------------------------------------------- | -------------------------------------------- | -------------------------------------------- | -------------------------------------------- |
| Jahr |                                              |                                              |                                              | Einwohner                                    |
| 1793 | 1793                                         |                                              | 632                                          | 632                                          |
| 1800 | 1800                                         |                                              | 712                                          | 712                                          |
| 1806 | 1806                                         |                                              | 708                                          | 708                                          |
| 1821 | 1821                                         |                                              | 743                                          | 743                                          |
| 1831 | 1831                                         |                                              | 746                                          | 746                                          |
| 1836 | 1836                                         |                                              | 826                                          | 826                                          |
| 1841 | 1841                                         |                                              | 771                                          | 771                                          |
| 1846 | 1846                                         |                                              | 781                                          | 781                                          |
| 1851 | 1851                                         |                                              | 800                                          | 800                                          |
| 1856 | 1856                                         |                                              | 781                                          | 781                                          |
| 1861 | 1861                                         |                                              | 773                                          | 773                                          |
| 1866 | 1866                                         |                                              | 780                                          | 780                                          |
| 1872 | 1872                                         |                                              | 731                                          | 731                                          |
| 1876 | 1876                                         |                                              | 705                                          | 705                                          |
| 1881 | 1881                                         |                                              | 690                                          | 690                                          |
| 1886 | 1886                                         |                                              | 689                                          | 689                                          |
| 1891 | 1891                                         |                                              | 682                                          | 682                                          |
| 1896 | 1896                                         |                                              | 688                                          | 688                                          |
| 1901 | 1901                                         |                                              | 687                                          | 687                                          |
| 1906 | 1906                                         |                                              | 733                                          | 733                                          |
| 1911 | 1911                                         |                                              | 710                                          | 710                                          |
| 1921 | 1921                                         |                                              | 651                                          | 651                                          |
| 1926 | 1926                                         |                                              | 622                                          | 622                                          |
| 1931 | 1931                                         |                                              | 617                                          | 617                                          |
| 1936 | 1936                                         |                                              | 581                                          | 581                                          |
| 1946 | 1946                                         |                                              | 591                                          | 591                                          |
| 1954 | 1954                                         |                                              | 539                                          | 539                                          |
| 1962 | 1962                                         |                                              | 487                                          | 487                                          |
| 1968 | 1968                                         |                                              | 454                                          | 454                                          |
| 1975 | 1975                                         |                                              | 368                                          | 368                                          |
| 1982 | 1982                                         |                                              | 331                                          | 331                                          |
| 1990 | 1990                                         |                                              | 269                                          | 269                                          |
| 1999 | 1999                                         |                                              | 271                                          | 271                                          |
| 2006 | 2006                                         |                                              | 265                                          | 265                                          |
| 2013 | 2013                                         |                                              | 328                                          | 328                                          |
| 2020 | 2020                                         |                                              | 305                                          | 305                                          |
| Quelle(n): EHESS/Cassini bis 1999, INSEE ab 2006 Anmerkung(en): Ab 1962 offizielle Zahlen ohne Einwohner mit Zweitwohnsitz |                                              |                                              |                                              |                                              |

## Sehenswürdigkeiten

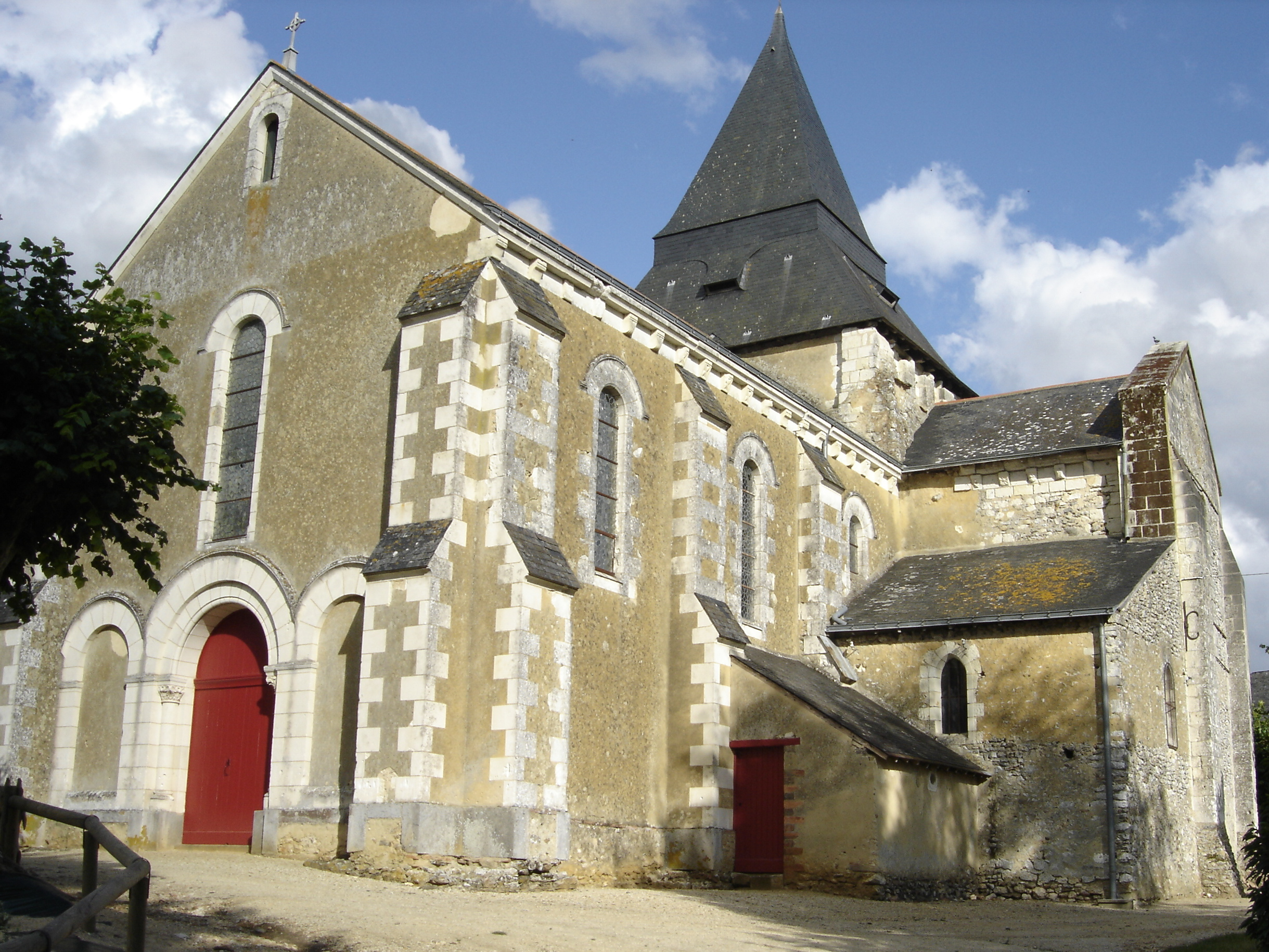
Pfarrkirche Saint-Pierre

- Die Pfarrkirche Saint-Pierre ist eine Station an der Touristenstraße circuit des églises accueillantes. Apsis, Querschiff und Kirchturm stammen aus dem 12. Jahrhundert und sind seit 1926 als Monument historique eingeschrieben.
- Die Kapelle Sainte-Anne wurde 1718 errichtet.
- Die Burg im Weiler Turbilly wurde 1445 gebaut, im Jahre 1616 fast vollständig umgestaltet. Von der Burg sind lediglich die Kapelle, ein Turm und die Auskragung eines Scharwachtturms übrig geblieben.
- Das Herrenhaus, genannt „La Cour“, datiert aus dem 17. oder 18. Jahrhundert, das Pfarrhaus, genannt „Le Prieuré“ aus dem 17. Jahrhundert.
- Mehrere historische Bauernhöfe und Häuser aus dem 15. bis 19. Jahrhundert